# 高地沙漠区域卫生中心
高地沙漠区域卫生中心，简称HDRHC，是一家占地 142,000 平方英尺的门诊部，位于加利福尼亚州兰开斯特市  ，由洛杉矶县卫生服务局下属的门诊网络 (ACN)运营。
该诊所获得了 2015 年 DBIA 国家设计-建造一体化项目/团队奖，获奖类别为医疗设施类。 艺术家Brad Howe受委托设计了一个名为“同一片沙漠天空”的雕塑，悬挂在诊所的大厅顶上。 